# Krzemienica (powiat Mielecki)
Krzemienica is een plaats in het Poolse district  Mielecki, woiwodschap Subkarpaten. De plaats maakt deel uit van de gemeente Gawłuszowice en telt 481 inwoners.